# كورنينغ
كورنينغ (بالإنجليزية: Corning, Arkansas)‏ هي مدينة تقع في مقاطعة كلاي، أركنسو بولاية أركنساس في الولايات المتحدة. تبلغ مساحة هذه المدينة 8.4 (كم²)، وترتفع عن سطح البحر 88 م، بلغ عدد سكانها 3377 نسمة في عام 2010 حسب إحصاء مكتب تعداد الولايات المتحدة.

## التركيبة السكانية
حدّد مكتب تعداد الولايات المتحدة بيانات التركيبة السكانية لكورنينغ في تعداد الولايات المتحدة. في ما يلي، التركيبة السكانية حسب تعدادي 2000 و2010.

### تعداد عام 2000
بلغ عدد سكان كورنينغ 3,679 نسمة بحسب تعداد عام 2000، وبلغ عدد الأسر 1,553 أسرة وعدد العائلات 1,019 عائلة مقيمة في المدينة. في حين سجلت الكثافة السكانية 439 نسمة لكل كيلومتر مربع (1,137.0/ميل2). وبلغ عدد الوحدات السكنية 1,722 وحدة بمتوسط كثافة قدره 205.5 لكل كيلومتر مربع (532.2/ميل2).
وتوزع التركيب العرقي للمدينة بنسبة 97.77% من البيض و0.33% من الأمريكيين الأفارقة و0.60% من الأمريكيين الأصليين و0.24% من الأمريكيين ذوي الأصول الآسيوية و0.11% من الأعراق الأخرى و0.95% من عرقين مختلطين أو أكثر و0.38% من الهسبانيون أو اللاتينيون من أي عرق.
بلغ عدد الأسر 1,553 أسرة كانت نسبة 31.4% منها لديها أطفال تحت سن الثامنة عشر تعيش معهم، وبلغت نسبة الأزواج القاطنين مع بعضهم البعض 51.6% من أصل المجموع الكلي للأسر، ونسبة 10.5% من الأسر كان لديها معيلات من الإناث دون وجود شريك، بينما كانت نسبة 3.5% من الأسر لديها معيلون من الذكور دون وجود شريكة وكانت نسبة 34.4% من غير العائلات. تألفت نسبة 30.7% من أصل جميع الأسر من عدة أفراد يعيشون في نفس المنزل ونسبة 18.2% كانت تتألف من شخص يعيش بمفرده يبلغ من العمر 65 عاماً أو أكثر. وبلغ متوسط حجم الأسرة المعيشية 2.32، أما متوسط حجم العائلات فبلغ 2.88.
بلغ العمر الوسطي للسكان 38.8 عاماً. وكانت نسبة 23.3% من القاطنين تحت سن الثامنة عشر، وكانت نسبة 8.9% بين الثامنة عشر والرابعة والعشرين عاماً، ونسبة 25.8% كانت واقعةً في الفئة العمرية ما بين الخامسة والعشرين والرابعة والأربعين عاماً، ونسبة 21.7% كانت ما بين الخامسة والأربعين والرابعة والستين، ونسبة 18.2% كانت ضمن فئة الخامسة والستين عاماً فما فوق. يوجد لكل 100 أنثى 90.0 ذكر، ويوجد لكل 100 أنثى في الثامنة عشر من عمرها فما فوق 83.8 ذكر.
بلغ متوسط دخل الأسرة في المدينة 21,200 دولارًا، أما متوسط دخل العائلة فبلغ 29,485 دولارًا. وكان متوسط دخل الذكور 22,095 دولارًا مقابل 16,383 دولارًا للإناث. وسجل دخل الفرد الخاص بالمدينة 12,953 دولارًا. وكانت نسبة 18.9% من العائلات ونسبة 23.2% من السكان تحت خط الفقر، وكان من هؤلاء نسبة 29.3% تحت سن الثامنة عشر ونسبة 29.6% في الخامسة والستين من العمر وما فوق.

### تعداد عام 2010
بلغ عدد سكان كورنينغ 3,377 نسمة بحسب تعداد عام 2010، وبلغ عدد الأسر 1,451 أسرة وعدد العائلات 928 عائلة مقيمة في المدينة. في حين سجلت الكثافة السكانية 403 نسمة لكل كيلومتر مربع (1,043.8/ميل2). وبلغ عدد الوحدات السكنية 1,597 وحدة بمتوسط كثافة قدره 190.6 لكل كيلومتر مربع (493.7/ميل2).
وتوزع التركيب العرقي للمدينة بنسبة 97.60% من البيض و0.24% من الأمريكيين الأفارقة و0.30% من الأمريكيين الأصليين و0.15% من الأمريكيين ذوي الأصول الآسيوية و0.74% من الأعراق الأخرى و0.98% من عرقين مختلطين أو أكثر و1.57% من الهسبانيون أو اللاتينيون من أي عرق.
بلغ عدد الأسر 1,451 أسرة كانت نسبة 30% منها لديها أطفال تحت سن الثامنة عشر تعيش معهم، وبلغت نسبة الأزواج القاطنين مع بعضهم البعض 46.9% من أصل المجموع الكلي للأسر، ونسبة 12.5% من الأسر كان لديها معيلات من الإناث دون وجود شريك، بينما كانت نسبة 4.5% من الأسر لديها معيلون من الذكور دون وجود شريكة وكانت نسبة 36% من غير العائلات. تألفت نسبة 31.7% من أصل جميع الأسر من عدة أفراد يعيشون في نفس المنزل ونسبة 17.6% كانت تتألف من شخص يعيش بمفرده يبلغ من العمر 65 عاماً أو أكثر. وبلغ متوسط حجم الأسرة المعيشية 2.33، أما متوسط حجم العائلات فبلغ 2.91.
بلغ العمر الوسطي للسكان 41.1 عاماً. وكانت نسبة 23.5% من القاطنين تحت سن الثامنة عشر، وكانت نسبة 8.9% بين الثامنة عشر والرابعة والعشرين عاماً، ونسبة 22.8% كانت واقعةً في الفئة العمرية ما بين الخامسة والعشرين والرابعة والأربعين عاماً، ونسبة 25.1% كانت ما بين الخامسة والأربعين والرابعة والستين، ونسبة 19.7% كانت ضمن فئة الخامسة والستين عاماً فما فوق. وتوزع التركيب الجنسي للسكان بنسبة 48.3% ذكور و51.7% إناث.

## وصلات خارجية
- The US50 - Cities and Towns in Arkansas State
- 2012 United States Census Estimate